# Reims
Reims (còn viết là Rheims; tiếng Pháp: [ʁɛ̃s]) là một thành phố trong tỉnh Marne, thuộc vùng hành chính Grand Est của nước Pháp, có dân số là 187.206 người (thời điểm 1999). Từ 1969 thành phố có một trường đại học. Reims không chỉ là trung tâm sản xuất champagne, sản phẩm dệt may, thực phẩm và thiết bị cho ngành du hành vũ trụ cũng được sản xuất tại đây. Lịch sử Reims đã bắt đầu từ thời Đế quốc La Mã.
Thành phố còn được gọi là «Thành phố của lễ đăng quang» (« la cité des sacres »), hay «Thành phố của những vị vua» (« la cité des rois »), bởi nhà thờ Nhà thờ Đức Bà Reims từng là nơi tôn phong của nhiều vị vua nước Pháp kể từ thế kỉ 10 kể từ vua Louis le Pieux năm 816 đến vua  Charles X của Pháp năm 1825. Được coi là thành phố lớn nhất của vùng Grand Est, Reims là một thành phố di sản với nhiều công trình kiến trúc lịch sử nổi tiếng cũng như những hoạt động văn hóa phong phú.
Người dân thành phố được gọi là Rémois

## Vị trí
Reims nằm ở phía Tây của nước Pháp, phía tây bắc của tỉnh Marne và phía tây của vùng Grand Est. Thành phố nằm trên trục Paris và Đức. Thành phố cách Paris 130 km theo đường chim bay, cách Metz 157 km, cách Lille 168 km và 282 km kể từ Strasbourg. Reims cách thủ phủ của vùng cũ Champagne-Ardenne là thành phố Châlons-en-Champagne 41 km.

## Thông tin nhân khẩu
| 1954    | 1962    | 1968    | 1975    | 1982    | 1990    | 1999    | 2004    |
| ------- | ------- | ------- | ------- | ------- | ------- | ------- | ------- |
| 121 753 | 134 856 | 154 534 | 178 381 | 177 234 | 180 620 | 187 206 | 184 400 |

## Những người con của thành phố
- Albert Batteux, huấn luyện viên bóng đá và vận động viên bóng đá
- Jean Baudrillard, triết gia
- Pierre Cauchon, Giám mục của Beauvais
- Maurice Couve de Murville, chính trị gia
- Jakob của Vitry, hồng y giáo chủ
- Jean-Baptiste Colbert, chính khách
- Daniel Goeudevert, manager, tư vấn daonh nghiệp
- Gunthar của Hildesheim, Giám mục
- Jean Baptiste de La Salle, linh mục, nhà sư phạm
- Simon Nicolas Henri Linguet, nhà văn
- Jean-David Morvan, nhà vẽ tranh cho truyện comic
- Robert Pires, cầu thủ bóng đá
- Henri Marteau, nhà soạn nhạc